# Anaerobacter
Anaerobacter è un genere di batterio appartenente alla famiglia delle Clostridiaceae.